# Hemgylet (Ringamåla socken, Blekinge, 624664-143622)
Hemgylet är en sjö i Karlshamns kommun i Blekinge och ingår i Mörrumsåns huvudavrinningsområde. Sjön är 4 meter djup, har en yta på 0,0496 kvadratkilometer och är belägen 116,3 meter över havet.

## Delavrinningsområde
Hemgylet ingår i det delavrinningsområde (624525-143570) som SMHI kallar för Ovan 624212-143610. Medelhöjden är 111 meter över havet och ytan är 9,3 kvadratkilometer. Det finns inga avrinningsområden uppströms utan avrinningsområdet är högsta punkten. Vattendraget som avvattnar avrinningsområdet har biflödesordning 2, vilket innebär att vattnet flödar genom totalt 2 vattendrag innan det når havet efter 19 kilometer. Avrinningsområdet består mestadels av skog (85 procent). Avrinningsområdet har 0,5 kvadratkilometer vattenytor vilket ger det en sjöprocent på 3,1 procent. Bebyggelsen i området täcker en yta av 0,09 kvadratkilometer eller 1 procent av avrinningsområdet.